# 塞尔维亚国籍法
塞尔维亚的公民身份受2004年通过的《塞尔维亚共和国国籍法》的管辖，主要根据的是血统主义原则。《国籍法》第23条规定，任何具有塞尔维亚血统的外国人都有权通过书面请求获得塞尔维亚国籍。法律还允许双重国籍，允许个人保留其目前的国籍和获得塞尔维亚国籍的权利。
2007年的修正案允许居住在塞尔维亚以外的塞尔维亚族人获得公民身份。2006年黑山獨立公投后通过的这些修正案还允许居住在塞尔维亚的黑山公民在5年内提交申请的情况下，有权获得公民身份。

## 取得国籍
- 通过血统获得公民身份——通过血统获得公民身份的限制是一代以内（父母任何一方必须在出生时注册为塞尔维亚人），并且申请人当时的年龄不能超过23岁。[4]
- 出生即取得公民身份
- 通过入籍获得公民身份，必须在塞尔维亚连续居住3年。[1]

## 终止和重新获得公民身份
- 因释放而终止公民权
- 因放弃公民权而终止公民权
- 塞尔维亚共和国公民资格的申请